# 南稚内駅
南稚内駅（みなみわっかないえき）は、北海道稚内市大黒1丁目にある、北海道旅客鉄道（JR北海道）宗谷本線の駅である。事務管理コードは▲121850。駅番号はW79。
特急「宗谷」「サロベツ」を含む全列車が停車し、第二次世界大戦後から天北線が廃止されるまでの間は日本最北の接続駅でもあった。

## 歴史

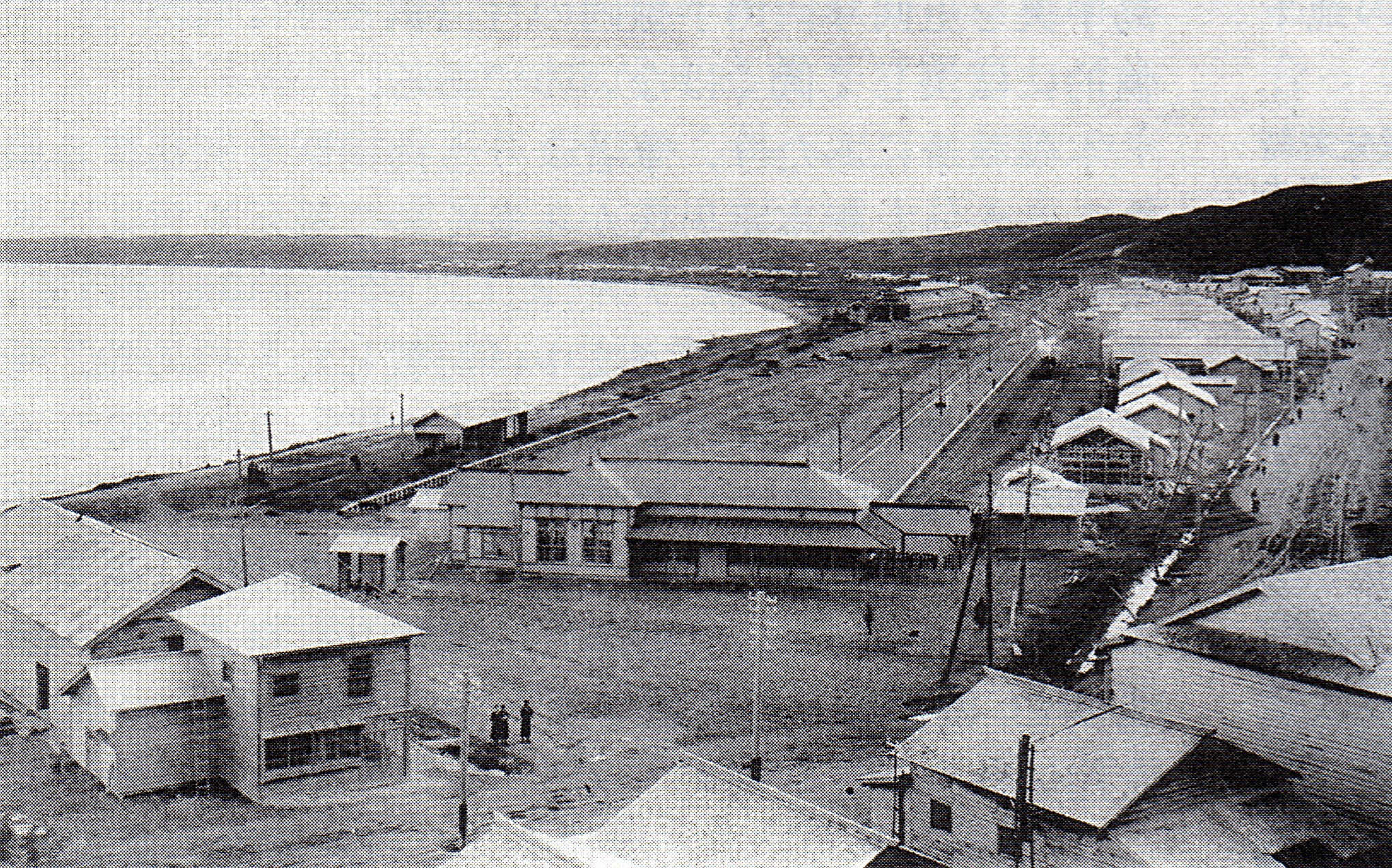
初代稚内駅として建設中の様子

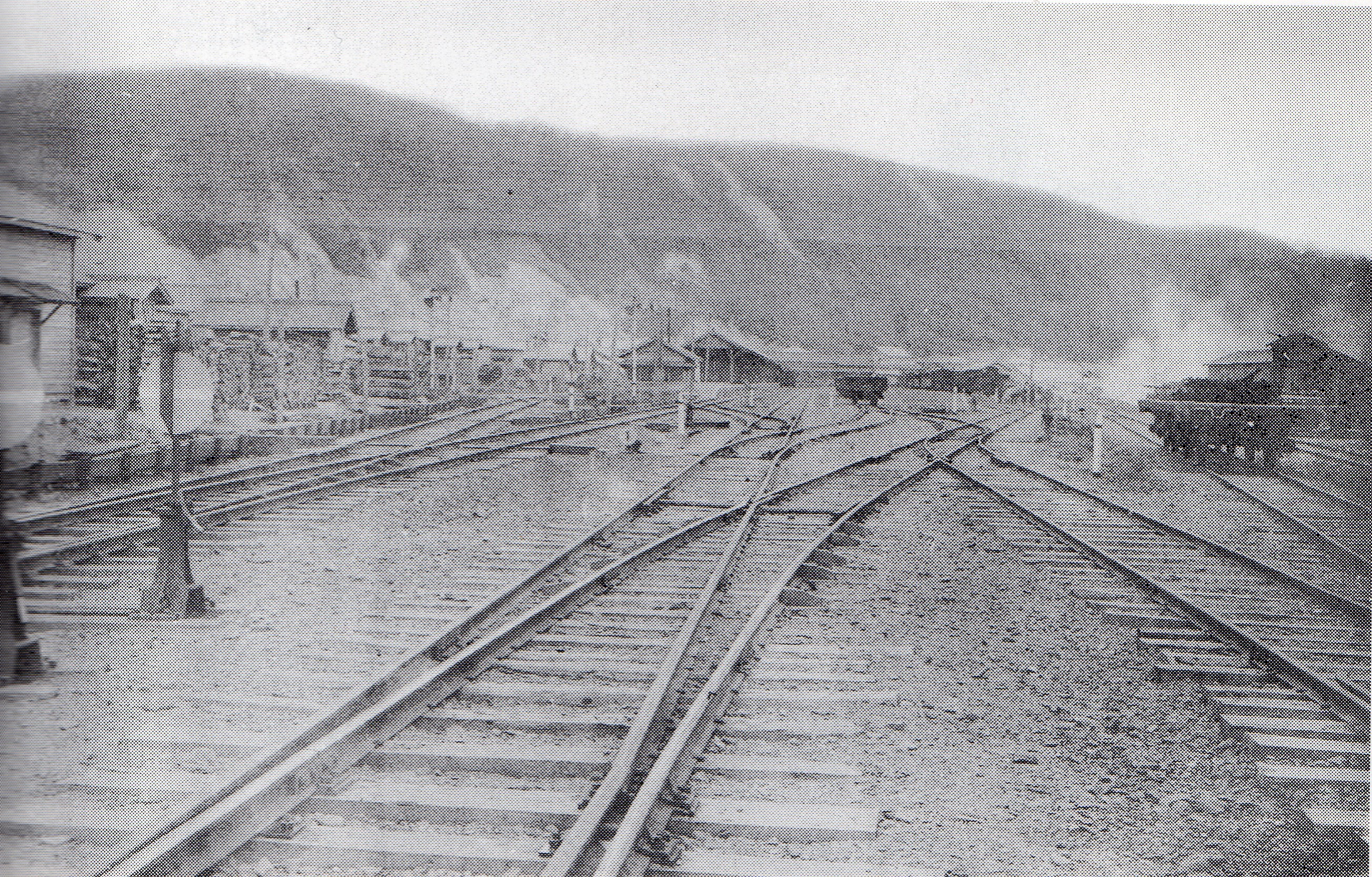
初代稚内駅の構内の様子

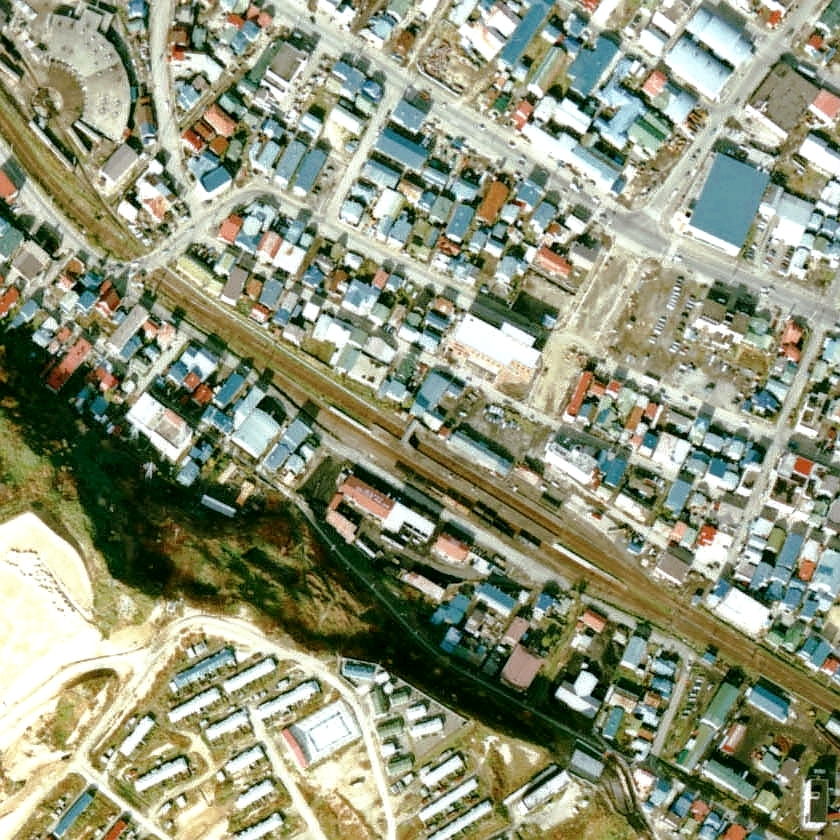
1977年の南稚内駅と周囲約700 m範囲。左が稚内方面。国鉄形配線の2面3線と外側に2本の副本線、駅舎横名寄方面に貨物ホームと2本の引込み線を持つ。左上に稚内機関区の扇形庫が見える。

当初、旭川駅から浜頓別経由で北上してきた宗谷線（2代）の終点として、稚内駅（初代）という名前で1922年（大正11年）11月1日に開業した。この駅は現在の南稚内駅からは約1kmほど北の旧稚内機関区（現：南稚内駅留置線）の先、稚内港郵便局のあるあたりであった。駅は頭端式で建設され、駅構内には機関庫や客車の留置設備なども設けられた。
翌1923年（大正12年）5月1日に、稚内と当時日本領であった南樺太とを結ぶ稚泊連絡船が開設されたが、この時点で稚泊連絡船の発着する桟橋（北防波堤）までは駅から2kmほど離れており、その間を旅客は徒歩、貨物は荷車で連絡しなければならなかった。
1924年（大正13年）6月25日には、当駅から分岐し兜沼へ向かう天塩北線が開業し、1926年（大正15年）9月25日には音威子府から幌延経由の天塩線（3代）として全通した。その後、1930年（昭和5年）4月1日付で、幌延経由が宗谷本線（2代）、浜頓別経由が北見線（のちの天北線）となった。
1928年（昭和3年）12月26日には宗谷本線が当駅から桟橋に近い稚内港駅まで延伸されたが、当駅は頭端駅であったためにそのまま延伸できず、駅手前から分岐させる形で稚内港まで延長された。このため稚内駅に到着した列車は一旦本線上まで退行し、進路を変更して前進していくことになった。稚内 - 稚内港間は1.5 マイルと設定されていたが、1930年（昭和5年）4月1日のメートル法移行時に、単純にkmに換算した2.4kmにするのではなく1.2kmとした。これは移転などによるものではなく、当初設定のマイルを修正したものであると考えられている。1939年（昭和14年）2月1日には当駅が南稚内駅へ改称され、従来の稚内港駅が稚内駅（2代）となった。
1928年（昭和3年）には当駅が現在地点へ移転することが決まり、1952年（昭和27年）11月6日付けで移転した。このときに、南稚内駅以南の各駅との間は、南に移転した分として営業キロが1km短縮されたが、南稚内と稚内間の営業キロはそれよりも長い1.5km増加して2.7kmとなった。これは実キロ（2.5km）よりも長く、廃止されたスイッチバックの往復分を誤って加算したのではないかとの推測があるが、現在に至るまで稚内までの営業キロは2.7kmのままである。移転後の駅舎は当初はバラック建ての建物であったが、翌年に木造モルタル造りの駅舎が完成している。
1971年（昭和46年）12月、国道40号のバイパス新設に伴う南稚内駅 - 稚内駅間の高架化事業（全長1.1km）に着手した。総事業費5億円を投入し、1975年（昭和50年）11月、高架0.7kmと盛土0.4kmが完成して開通し、踏切3カ所を解消した。

### 年表
- 1922年（大正11年）11月1日：鉄道省宗谷本線（のちの天北線）鬼志別 - 当駅間延伸開業にともない稚内駅（初代）として開業する（一般駅）[8]。稚内機関庫が設置される。
- 1924年（大正13年）6月25日：天塩北線（後の天塩線を経て現在の宗谷本線の前身）の兜沼 - 当駅間が開業する[5]。
- 1928年（昭和3年）12月26日：当駅 - 稚内港駅（現在の稚内駅）間の延伸開業に伴い、途中駅となる[6]。
- 1930年（昭和5年）4月1日：路線呼称を変更。幌延駅経由の天塩線を宗谷本線に編入し、従来の浜頓別駅経由の宗谷本線は北見線（音威子府駅 - 浜頓別駅 -南稚内駅）となる[6]。メートル法施行時に、稚内港との営業距離を1.5マイルから1.2kmに修正する。
- 1939年（昭和14年）2月1日：南稚内駅に改称する[6]。このときから稚内駅長の管理下となる[9]。
- 1949年（昭和24年）6月1日：公共企業体である日本国有鉄道に移管。
- 1950年（昭和25年）2月1日：名寄客貨車区稚内支区が設置される。
- 1951年（昭和26年）8月1日：小口扱い貨物の取り扱いを開始[10]。
- 1952年（昭和27年）11月6日：駅舎が移転し、稚内市街地から宗谷本線・北見線の分岐点近くまで約1 km移動する[6]。これに伴い、抜海との距離は12.7kmから11.7kmに、声問との距離は8.1kmから7.1kmに、稚内との距離は1.2kmから2.7kmに変更される。
- 1953年（昭和28年）：木造モルタル造りの駅舎が完成する。
- 1961年（昭和36年）4月1日：路線呼称が変更され、北見線が天北線となる。
- 1967年（昭和42年）2月1日：稚内駅長の管理下を離れ、再び当駅に駅長が配置となる[9]。
- 1975年（昭和50年）11月：南稚内駅 - 稚内駅間の高架工事（全長1.1km）が完成する[11][7]。
- 1978年（昭和53年）3月：駅舎増改築工事完了。現在の外観となる[* 2]。
- 1983年（昭和58年）4月1日：貨物取扱を廃止する[12]。
- 1985年（昭和60年）3月14日：荷物取扱を廃止する[12]。
- 1987年（昭和62年）4月1日：国鉄分割民営化により、北海道旅客鉄道（JR北海道）の駅となる[12][13]。
- 1989年（平成元年）5月1日：天北線が廃止される[12][13]。
- 1991年（平成3年）11月13日：宗谷北線運輸営業所発足。稚内運転所・稚内工務所を統合し、当駅所属となる。
- 2004年（平成16年）3月13日：稚内駅の管理下となる。当駅所属の運転士を宗谷北線運輸営業所に統合する。
- 2005年（平成17年）：南稚内駅長が廃止される。のちに稚内管理駅の業務が移管され、南稚内駅長が復活している。
- 2016年（平成28年）4月1日：当駅所属の工務社員（旧稚内工務所）を名寄保線所稚内保線管理室として分離する。

## 駅構造
単式ホーム・島式ホーム（片面使用）複合型2面2線を有する交換駅。ホーム間の移動は跨線橋を使う。列車は基本的に駅舎側ホームの1番線に入り、島式ホーム内側の2番線は回送列車を含む列車行き違いがある時のみ使用される。2010年以降、当駅から終点の稚内駅線路終端まで棒線化されたため、転轍器、出発信号機、場内信号機を設置する駅としては日本最北端となった。稚内方にある遠方信号機は稚内駅が棒線化された際に設置された。また、島式ホーム外側の3番線は乗降部が崩され保線車両の留置線となっている。
駅長配置の社員配置駅。出札・改札業務は日中のみだが、入換作業などがあるため輸送担当社員は終日配置されている。みどりの窓口と指定席券売機（クレジットカード専用）が設置されている。また、近距離区間の自動券売機も設置されている。

### のりば
| 番線 | 路線      | 方向 | 行先           |
| ---- | --------- | ---- | -------------- |
| 1・2 | ■宗谷本線 | 上り | 名寄・旭川方面 |
| 1・2 | ■宗谷本線 | 下り | 稚内方面       |

- 2番線は行き違い時のみ使用

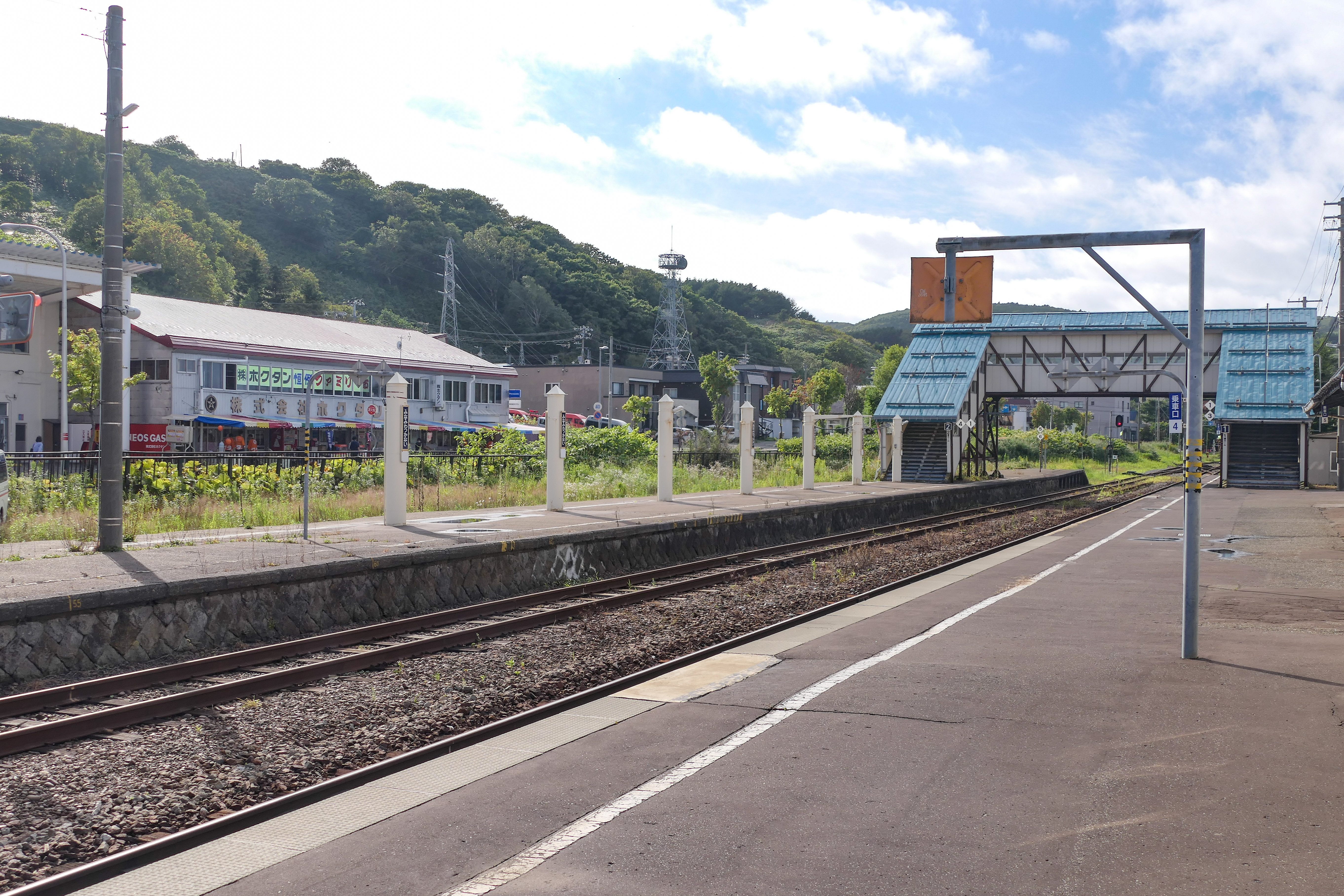
ホーム（2024年8月）
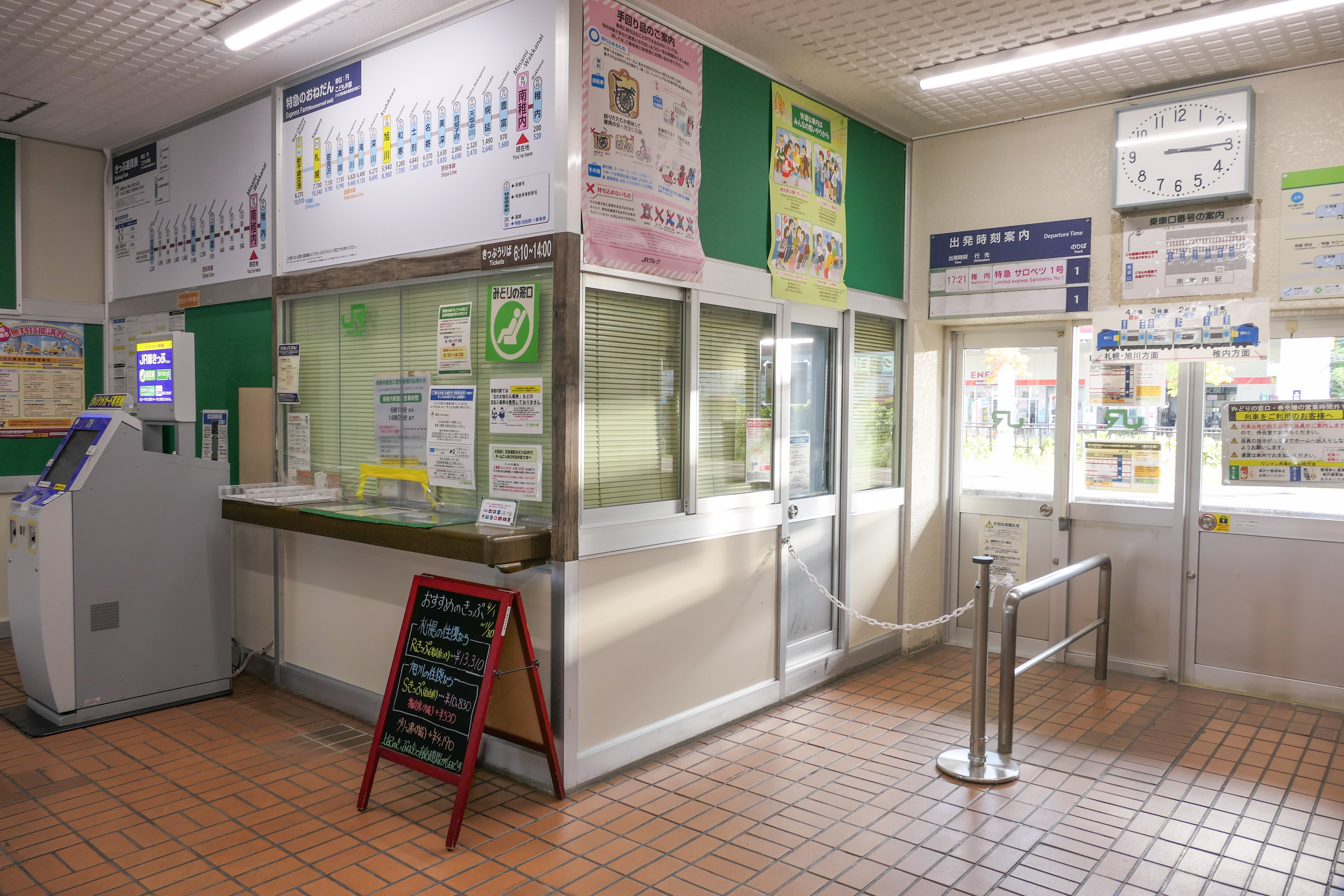
改札口（2024年8月）
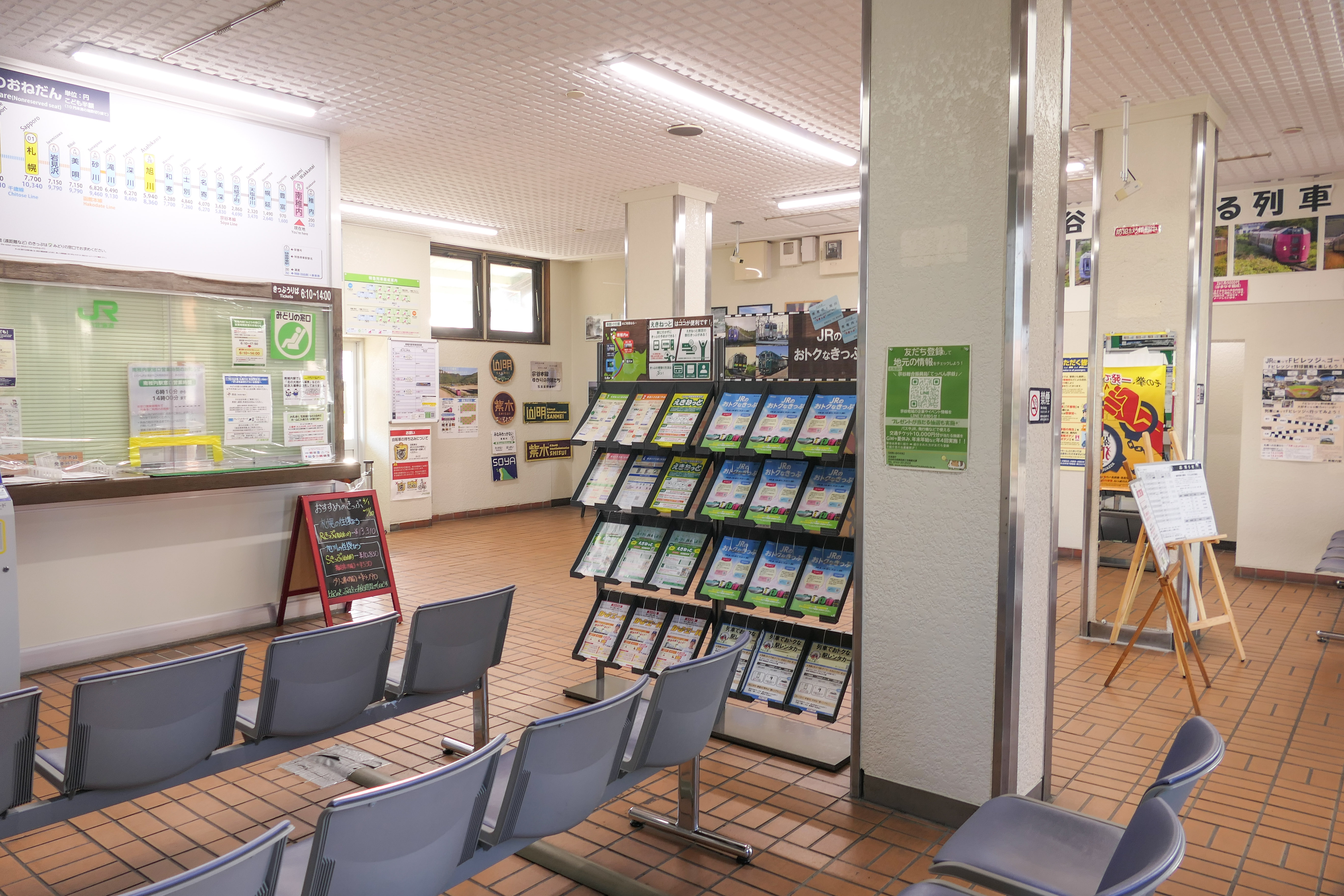
駅舎内（2024年8月）
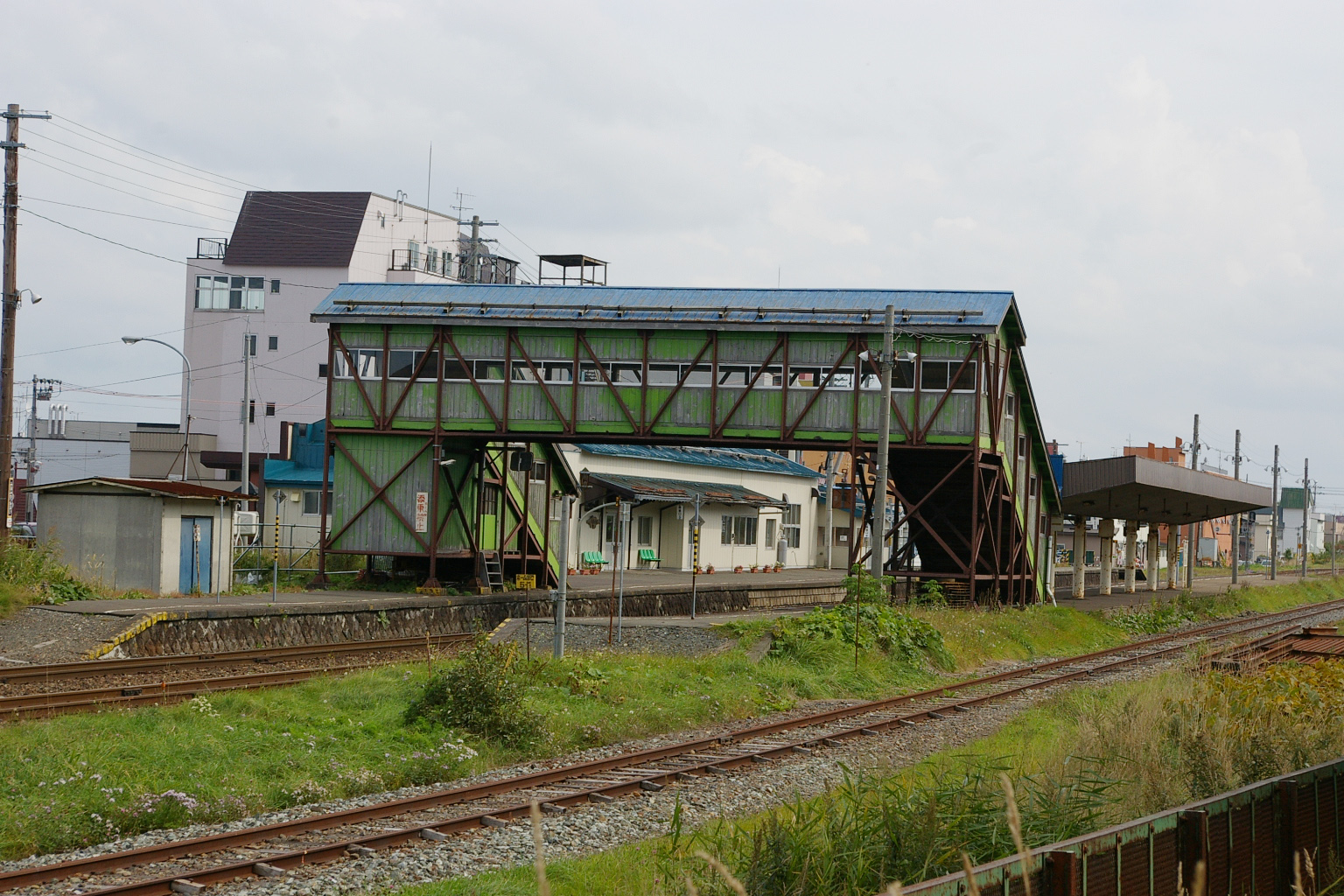
跨線橋と構内（2006年10月）
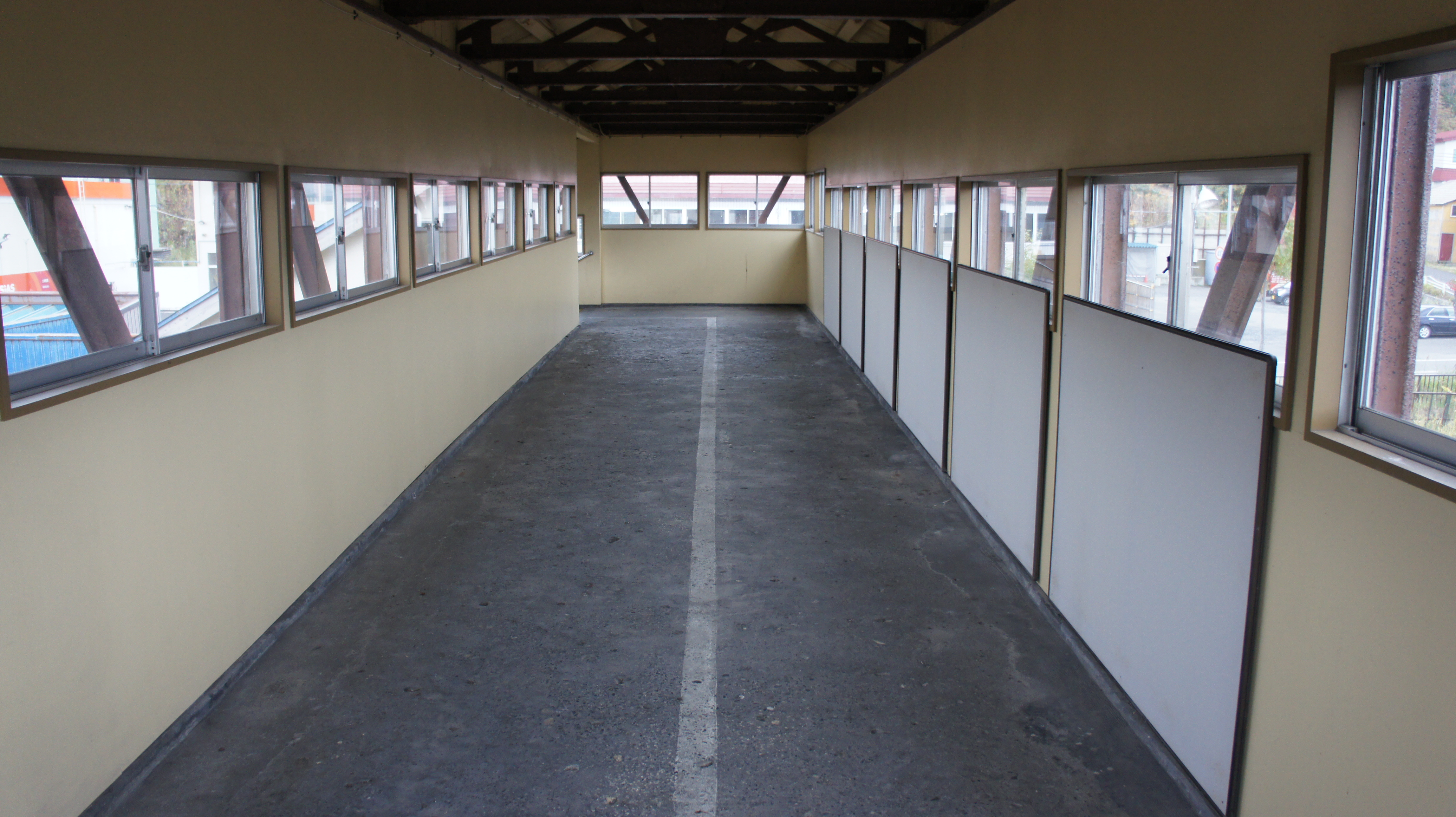
跨線橋（2017年10月）
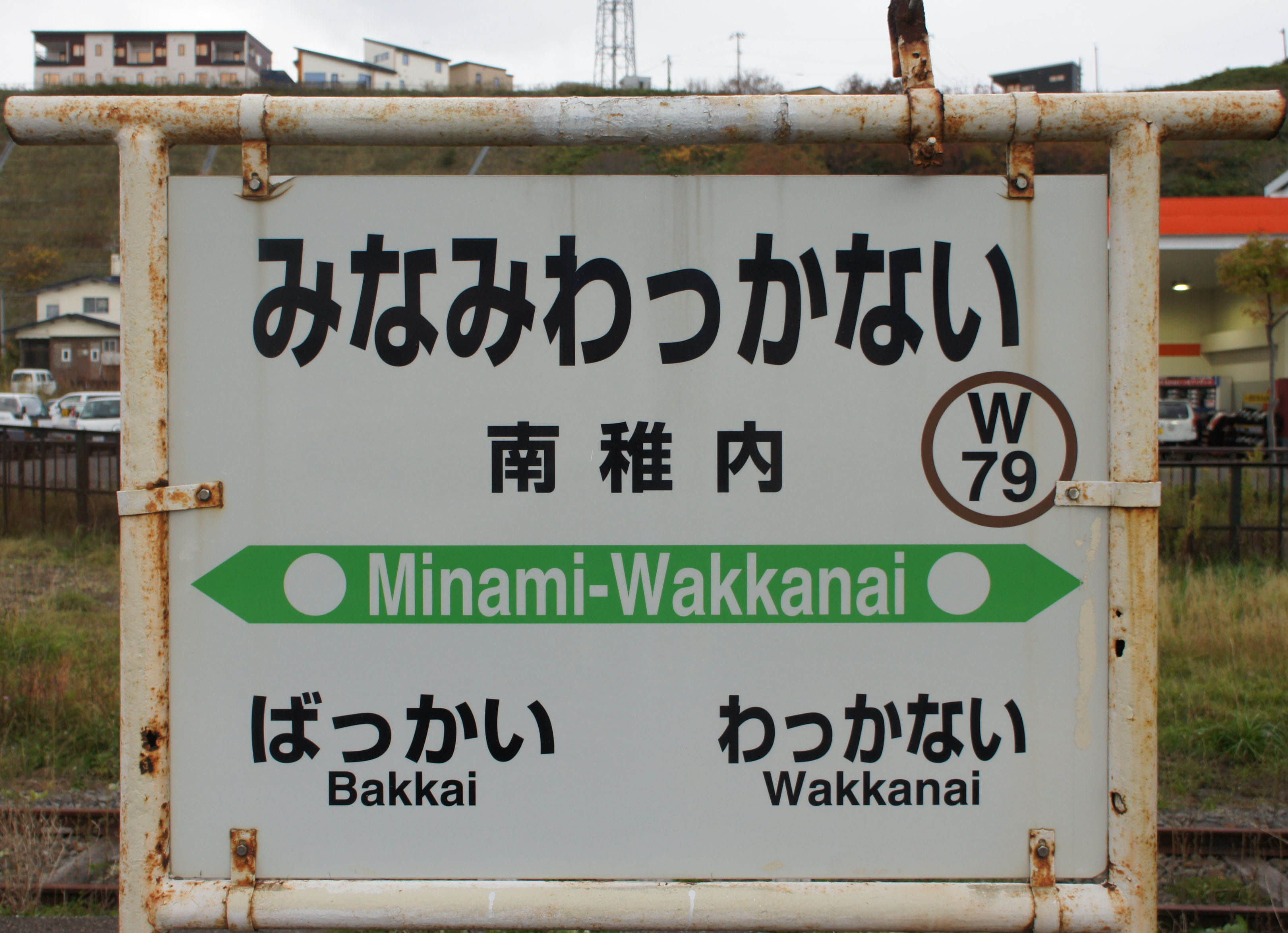
駅名標（2017年10月）

### かつての配線
前述のように当初は、現在地点よりも1kmほど北に所在していた頭端駅であった。以下に1924年（大正13年）2月5日時点での配線図を示す。この時点では、浜頓別駅経由の後に天北線となる路線が宗谷本線であり、現在の宗谷本線である幌延駅経由の路線は未開通であった。幌延経由の路線の第一歩となる、天塩北線の稚内 - 兜沼間が開業したのは1924年6月25日のことであるが、この配線図では既に兜沼への線路も描かれている。
|            | 稚内駅1924年2月5日時点配線図 |
| 凡例 出典: |                              |

1928年（昭和3年）12月26日に稚内港駅まで延長されると、この駅は頭端駅であったためスイッチバック構造となった。稚内駅に到着した列車は、一旦本線上へ退行した後に再び前進して稚内港駅への線路へ進んでいた。南稚内駅へ改称された後の1941年（昭和16年）3月時点の配線図を示す。
|            | 南稚内駅1941年2月時点配線図 |
| 凡例 出典: |                             |

1952年（昭和27年）11月6日付けで南へ1kmほど移転してスイッチバックを解消した。これにより駅は現在地となった。1975年3月時点での配線図を示す。この時点では側線がまだ多数残存しているが、その後の貨物輸送の廃止などに伴い多くは撤去されている。
|            | 南稚内駅1975年3月時点配線図 |
| 凡例 出典: |                             |

## 旧・稚内機関区

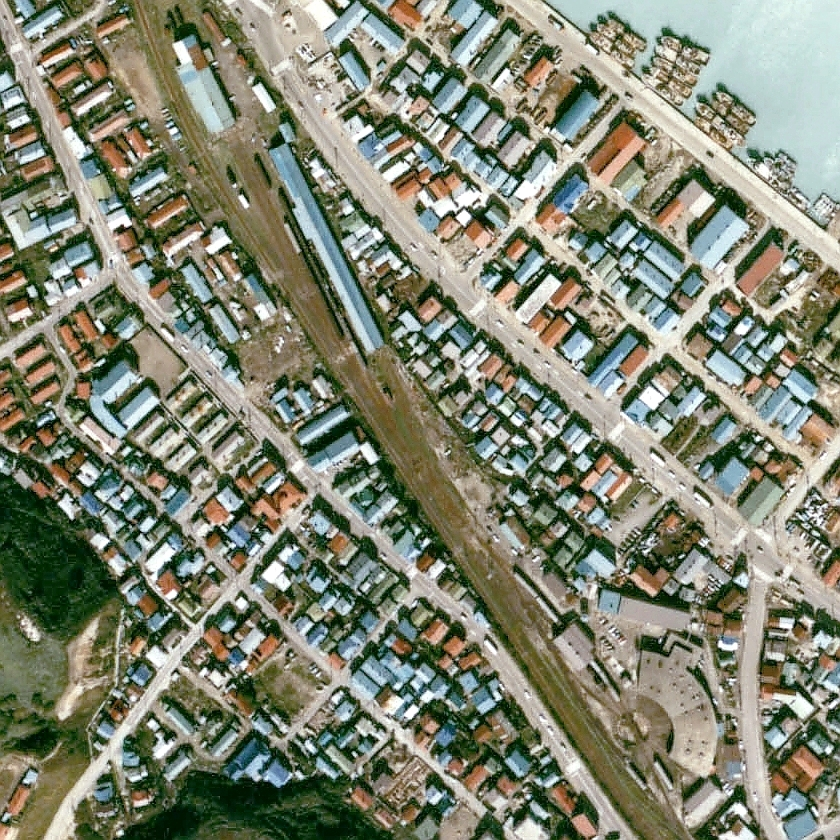
1977年の稚内機関区と周囲約700m範囲。左上が稚内方面。扇型車庫と転車台。左上は稚内客貨車区。

当駅と稚内駅の間にある車庫は稚内駅・幌延駅発着の車両を格納する車庫となっているが、かつては「稚内機関区」として利用されていた。現在は特急列車の折り返しのための清掃および整備作業を行っている。この車庫は当駅から入線する形となっており、稚内駅到着後に一旦、当駅まで回送運転する。そのため当駅には終日運転扱いの駅員が配置されている。
旧・稚内機関区には車両や運転士も配置されていたが、1986年11月ダイヤ改正で「稚内運転区」に改称され（後に「稚内運転所」に改称）、救援車（オエ61形67号）以外の車両の配置はなくなった。稚内運転区では天北線が廃線となった1989年に廃止された「稚内車掌区」の業務を引き継ぎ車掌業務も行っていたが、宗谷北線運輸営業所（名寄）発足後に車掌は「宗谷北線運輸営業所南稚内駅」の所属となったのち、1993年3月に普通列車のワンマン化のため車掌業務は廃止された（現在、特急列車の車掌業務は旭川車掌所が担当）。稚内運転所が南稚内駅に統合された際に運転士も「宗谷北線運輸営業所南稚内駅」所属となったのち、2004年3月改正で合理化のため宗谷北線運輸営業所に統合された。

## 利用状況
乗車人員の推移は以下のとおり。年間の値のみ判明している年については、当該年度の日数で除した値を括弧書きで1日平均欄に示す。乗降人員のみが判明している場合は、1/2した値を括弧書きで記した。
また、「稚内市統計書」を基とする値については窓口乗車券発売人員のみの値であり、「JR調査」については、当該の年度を最終年とする過去5年間の各調査日における平均である。
| 年度               | 乗車人員 | 乗車人員 | 乗車人員 | 出典               | 備考               |
| 年度               | 年間     | 1日平均  | JR調査   | 出典               | 備考               |
| ------------------ | -------- | -------- | -------- | ------------------ | ------------------ |
| 1935年（昭和10年） | 37,713   | (103.0)  |          | [ * 3 ]            |                    |
| 1949年（昭和24年） | 111,023  | (304.1)  |          | [ * 3 ]            |                    |
| 1968年（昭和43年） | 292,215  | (800.6)  |          | [ * 2 ]            |                    |
| 1970年（昭和45年） | 229,663  | (629.2)  |          | [ * 2 ]            |                    |
| 1975年（昭和50年） | 208,439  | (569.5)  |          | [ * 2 ]            |                    |
| 1978年（昭和53年） |          | 482      |          | [ 9 ]              |                    |
| 1980年（昭和55年） | 151,685  | (415.6)  |          | [ * 2 ]            |                    |
| 1985年（昭和60年） | 102,409  | (280.6)  |          | [ * 2 ]            |                    |
| 1990年（平成02年） | 62,226   | (170.5)  |          | [ * 2 ]            | 前年度で天北線廃止 |
| 1991年（平成03年） | 51,381   | (140.4)  |          | [ * 2 ]            |                    |
| 1992年（平成04年） | 63,510   | (174.0)  |          | [ * 2 ]            | 乗降人員430人      |
| 1993年（平成05年） | 67,525   | (185.0)  |          | [ * 2 ]            |                    |
| 1994年（平成06年） | 68,270   | (187.0)  |          | [ * 2 ]            |                    |
| 1995年（平成07年） | 67,580   | (184.6)  |          | [ * 2 ]            |                    |
| 1996年（平成08年） | 62,771   | (172.0)  |          | [ * 2 ]            |                    |
| 2005年（平成17年） | 44,500   | (121.9)  |          | [ * 4 ]            |                    |
| 2006年（平成18年） | 43,800   | (120.0)  |          | [ * 4 ]            |                    |
| 2007年（平成19年） | 43,800   | (119.7)  |          | [ * 5 ]            |                    |
| 2008年（平成20年） | 45,300   | (124.1)  |          | [ * 5 ]            |                    |
| 2009年（平成21年） | 43,800   | (120.0)  |          | [ * 5 ]            |                    |
| 2010年（平成22年） | 43,800   | (120.0)  |          | [ * 5 ]            |                    |
| 2011年（平成23年） | 40,520   | (110.7)  |          | [ * 6 ]            | 乗降人員222人      |
| 2012年（平成24年） | 37,230   | (102.0)  |          | [ * 6 ]            | 乗降人員204人      |
| 2013年（平成25年） | 31,040   | (85.0)   |          | [ * 6 ]            | 乗降人員170人      |
| 2014年（平成26年） | 29,600   | (81.1)   |          | [ * 6 ]            | 乗降人員162人      |
| 2015年（平成27年） | 31,300   | (85.5)   | 10名以上 | [ * 6 ] [ JR北 1 ] | 乗降人員170人      |
| 2016年（平成28年） | 30,300   | (83.0)   | 97.4     | [ * 7 ] [ JR北 2 ] | 乗降人員166人      |
| 2017年（平成29年） | 27,700   | (75.9)   | 83.4     | [ * 7 ] [ JR北 3 ] | 乗降人員152人      |
| 2018年（平成30年） | 25,200   | (69.0)   | 75.2     | [ * 7 ] [ JR北 4 ] | 乗降人員138人      |
| 2019年（令和元年） | 23,400   | (63.9)   | 67.8     | [ * 7 ] [ JR北 5 ] |                    |
| 2020年（令和02年） | 14,200   | (38.9)   | 60.6     | [ * 8 ] [ JR北 6 ] |                    |
| 2021年（令和03年） | 15,000   | (41.1)   | 50.4     | [ * 9 ] [ JR北 7 ] |                    |
| 2022年（令和04年） | 16,400   | (44.9)   | 46.6     | [ * 1 ] [ JR北 8 ] |                    |
| 2023年（令和05年） |          |          | 44.2     | [ JR北 9 ]         |                    |

## 駅周辺
かつては稚内市の郊外だったが、市街地の南・東地区への拡大と人口の移動に伴い、駅周辺も市街地の一部となった。大型商業施設（西條百貨店など）や郊外型の商業施設、ホテル、ファストフード店などが多数立ち並んでおり、チェーン店で日本最北のものも多い。

### 交通
- 国道40号・国道238号
- 宗谷バス「南駅前」停留所　※市内線は駅前、郊外線は国道40号沿い

### 公共施設など
- 宗谷合同庁舎
  - 宗谷総合振興局
  - 稚内保健所
- 稚内警察署
- 旭川地方裁判所稚内支部
- 稚内地方合同庁舎
  - 稚内開発建設部
  - 稚内税務署
  - 旭川地方検察庁稚内支部
  - 稚内税関支署
  - 旭川地方法務局稚内支局
  - 稚内労働基準監督署
  - 旭川保護観察所稚内駐在官事務所
- 北海道立稚内水産試験場
- ホクレン稚内支所
- 北宗谷農業協同組合稚内支所
- 稚内南郵便局
- 稚内信用金庫南支店
- 市立稚内こまどり病院
- 社会医療法人道北勤労者医療協会 宗谷医院

### 文教施設
- 稚内市立図書館
- 北海道稚内高等学校
- 稚内大谷高等学校
- 稚内市立稚内南中学校
- 稚内市立稚内港小学校
- 稚内市立稚内南小学校

### 主な商業施設
- 西條 稚内店
- ツルハドラッグ 南稚内店
- 紳士服のはるやま 稚内店

### 宿泊施設
- さかえホテル
- ニューチコウホテル
- ホテル奥田屋
- ホテル宗谷
- ホテル大将
- ホテル御園
- 稚内グランドホテル
- 稚内ユースホステル

## 隣の駅
北海道旅客鉄道（JR北海道）
■宗谷本線
「宗谷」「サロベツ」停車駅
■普通
勇知駅（W77) - *抜海駅 (W78) - 南稚内駅 (W79) - 稚内駅 (W80)
*打消線は廃駅

### かつて存在した路線
北海道旅客鉄道（JR北海道）
天北線
宇遠内駅 - 南稚内駅